# Aerides jansonii
Aerides jansonii är en orkidéart som beskrevs av Robert Allen Rolfe. Aerides jansonii ingår i släktet Aerides och familjen orkidéer.
Artens utbredningsområde är Burma. Inga underarter finns listade i Catalogue of Life.